# Acartophila microsacta
Acartophila microsacta är en fjärilsart som beskrevs av Edward Meyrick 1932. Acartophila microsacta ingår i släktet Acartophila och familjen praktmalar, Oecophoridae. Inga underarter finns listade i Catalogue of Life.